# Амитивилски ужас 5: Проклетство Амитивила
Амитивилски ужас 5: Проклетство Амитивила (енгл. The Amityville Curse) канадско-амерички је натприродни хорор филм из 1990. године, режисера Тома Берија, са Кимом Коутсом, Дауаном Вајтман, Касандром Гавом и Јаном Рубешом у главним улогама. Пети је филм у серијалу Амитивилски ужас и први који није директно повезан са Амитивилском кућом, у коме се одвијао већи радње из претходна четири филма. У филму су накратко споменути догађаји из другог дела, чиме је потврђено да се радња дешава у истом граду, Амитивилу. Прича је инспирисана истоименим романом Ханса Холцера.
Филм је сниман у периоду од 12. априла до 12. маја 1989. и дистрибуиран је директно на видео у јуну 1990. На Филипинима је имао и биоскопско приказивање током 1993, због чега је познат и под насловом Амитивил 1993. Добио је веома негативне критике и сматра се најлошијим делом у серијалу Амитивилски ужас.
Две године касније снимљен је нови наставак, под насловом Амитивилски ужас 6: Било је време.

## Радња
У Амитивилу, истом граду у ком је Роберт де Фео убио своју породицу 1974. године, католички свештеник је убијен док је исповедао непознату особу. Исповедна кабина у којој се десило убиство је одложена у подрум куће свештенства. Дванаест година касније, кућу купује психолог Марвин и његова жена Деби. У помоћ око сређивања позивају троје својих пријатеља, Френка, Била и Абигејл. Убрзо схватају да је кућа уклета...

## Улоге
| Глумац           | Улога              |
| ---------------- | ------------------ |
| Ким Коутс        | Френк              |
| Дауана Вајтман   | Деби               |
| Хелен Хјуз       | госпођа Монтгомери |
| Дејвид Штајн     | Марвин             |
| Ентони Дин Рубеш | Бил                |
| Касандра Гава    | Абигејл            |
| Јан Рубеш        | свештеник          |
| Скот Јафе        | мршави момак       |
| Марк Камачо      | Крејбел            |